# هوس الغذاء الصحي
الأورثوركسيا العصبية أو ما يعرف بهوس الغذاء الصحي (بالإنجليزية: Orthorexia nervosa) اضطراب غذائي يشير إلى هوسٌ في تناول الأطعمة الصحية. صيغ هذا المصطلح أول مرة عام 1997 من قبل الطبيب الأمريكي ستيفن براتمان حيث بيين فكرة أنّ التعلّق ببعض السلوكيات الصارمة المرتبطة بالطعام الصحيّ قد لا تكون مفيدًا في جميع الأوقات فقد تؤدي إلى نتائج عكسية كالعزلة الاجتماعية والقلق، وفقدان لذّة الطعام وتشاركه مع الآخرين، وفي حالات نادرة تسبب سوء التغذية الحاد أو الوفاة.
في عام 2009، وصفت أورسولا فيلبوت رئيسة الجمعية البريطانية للتغذية والمحاضرين في جامعة ليدز متروبوليتان، بأن الأشخاص الذين يعانون من الأورثوركسيا «يهتمون بجودة الطعام الذي يتناولنه، ويقييدون وجباتهم الغذائية وفقًا لفهمهم الشخصي للأطعمة الصحية». وهذا يختلف عن اضطرابات الأكل الأخرى، مثل فقدان الشهية والشراة المرضي، حيث يركز المصابون على كمية الطعام الذي يتم تناوله وليس على النوعية.
يختلف الأورثوركسيا أيضًا عن فقدان الشهية من حيث أنه يؤثر على الجنسين على حدٍ سواء. فقد أظهرت الدراسات أن الأورثوركسيا العصبية موجود بشكل متساوٍ في كل من الرجال والنساء وعدم وجود فروق كبيرة بين الجنسين على الإطلاق. علاوة على ذلك، وجدوت الدراسة ارتباطًا بين الأورثوركسيا وكل من النرجسية والكمالية، ولكن لا توجد علاقة بينها وبين الثقة بالذات. وهذا يدل على أن الأفراد الذين يعانون من الأورثوركسيا يتفخرون على الأرجح بعاداتهم الغذائية الصحية امام الآخرين، وهذه هو السبب الرئيسي وراء فقدان الشهية لديهم.
لم يتم الاعتراف بالأورثوركسيا من قبل الجمعية الأمريكية للطب النفسي وبالتالي لم يتم إضافته كتشخيص رسمي في الدليل التشخيصي الطبي والإحصائي للاضطرابات.

## العلامات والأعراض
التركيز المفرط على اختيار الطعام الذي سيتناولونه وكيفية شراءه وطريقة إعداده وطهيه، يُنظر للطعام على أنه مصدر للصحة فقط، الضيق والشعور بالاشمئزاز عند تناول الأطعمة غير الصحية بنظرهم؛ الإيمان المبالغ فيه بأن تناول أو الابتعاد عن أنواع معينة من الطعام يمكن أن يقي أو يشفي المرض أو يؤثر على حياتهم اليومية والحكم وانتقاد الأخرين بناءً على خياراتهم الغذائية، استمرار الاعتقاد بأن الممارسات الغذائية تعزز الصحة على الرغم من وجود أدلة على سوء التغذية.

## سبب الإصابة
لم يتم اثبات فيما إذا كان هناك سبب بيولوجي أو وراثي محدد للإصابة بالأورثوركسيا. قد يكون نوع من أنواع اضطرابات الوسواس القهري المتمحور حول الغذاء.

## التشخيص
عام 2016 تم وضع معايير رسمية لتشخيص مرضى هوس الغذاء الصحي بواسطة Steven bratman و Thom dunnو كانت المعايير كالتالي:

### المعيار أ
التركيز المفرط على الأكل «الصحي»، كما هو محدد في نظريات التغذية أو مجموعة المعتقدات؛ الشعور بضيق عاطفي مبالغ فيه عند اختيار الأطعمة التي يُنظر إليها على أنها غير صحي؛ مما يترتب على ذلك فقدان الوزن، يتم تصور هذا الفقدان بالوزن جانبًا من جوانب الصحة المثالية
1. الوسواس القهري و/ أو الانشغال العقلي فيما يتعلق بالممارسات الغذائية التي يعتقدها الفرد مثلى لتعزير الصحة. (قد تشمل الممارسات الغذائية استخدام «مكملات غذائية مركزة». أو يمكن اعتبار أداء التمرينات أو شكل الجسم الملائمة مؤشرًا للصحة.)
2. يشعرون بالخوف المفرط من المرض وشعور بالإثم وتأنيب الضمير المصحوب بالقلق والخجل إذا ما حادوا عن نظامهم الغذائي
3. تتصاعد القيود الغذائية بمرور الوقت، وقد تشمل التخلص من مجموعات غذائية بأكملها وتزداد الأمور للوصول لامتناع عن الطعام جزئيًا لاعتقادهم على أنه منقي أو مزيل للسموم. عادة ما يؤدي هذا التصعيد إلى فقدان الوزن، ولكن الرغبة في إنقاص الوزن غير موجودة وهذه الممارسات فقط للحفاظ على نظام غذائي صحي

### المعيار (ب)
يصبح السلوك القهري والانشغال الذهني اضطراب مرضيا
1- سوء التغذية، فقدان الوزن الشديد أو المضاعفات الطبية الأخرى بسبب النظام الغذائي المقيد
2- الضيق النفسي وضعف الأداء الاجتماعي والمهني والاكاديمي بسبب اعتبارها أمور ثانوية بالنسبة للحفاظ على المعتقدات الصحية
3-الصورة الإيجابية للجسم، وتقدير الذات، والهوية أو الرضا تعتمد بشكل مفرط على الامتثال لسلوك الأكل «الصحي» المحدد ذاتيًا
تم تطوير مجموعة من الأسئلة لتشخيصي مرضى الأورثوركسيا وقد عرفت باسم ORTO_15 ومع ذلك انتقد دن وبراتمان أداة المسح هذه لأنها تفتقر إلى التحقق الداخلي والخارجي المناسب

## علم الأوبئة
النتائج العلمية لم تجد بعد استنتاجًا نهائيًا لدعم ما إذا كان طلاب التغذية معرضون لخطر أكبر من المجموعات الأخرى للسكان للإصابة بهوس الغذاء الصحي. لا يوجد سوى عدد قليل من الأعمال العلمية البارزة التي حاولت استكشاف هذا المرض الذي لا يزال غامضًا وغير مفهوم، وحاولت تحديد المجموعات الأكثر عرضة لظهور المرض في المجتمع. ومنها دراسة ألمانية أجريت عام 2008 والتي استندت في بحثها إلى ان هوس الطعام الصحي أو الأورثوركسيا أكثر انتشار بين الناس الأكثر معرفة بالتغذية، مثل طلاب التغذية بالجامعة هم مجموعة الأكثر عرضة لاضطرابات الأكل، بسبب التراكم الكبير للمعرفة حول الغذاء وعلاقته بالصحة؛ الفكرة هي أنه كلما عرف المرء المزيد عن الصحة، زاد احتمال حدوث فهم غير صحيح حول النظام الصحة. استنتجت هذه الدراسة أن ميول هوس الغذاء الصحي قد تغذي الرغبة في دراسة علم التغذية، مما يشير إلى أن الكثيرين في هذا المجال قد يعانون من الاضطراب قبل بدء بدراسة التخصص. ومع ذلك، وجدت النتائج أن الطلاب عند الشروع الأولي في الحصول على درجتهم العلمية، لم يكن لديهم الأورثوركسيا أعلى من طلاب الجامعات من غير تخصص التغذية، وبالتالي خلاصة التقرير إلى أن هناك حاجة إلى مزيد من البحث لتوضيح العلاقة بين تخصص التغذية ومرض هوس الطعام الصحي.
دراسة مشابهة في البرتغال على طلاب سنة ثالثة بتخصص التغذية (تم استخدام أORTO-15 لتشخيص المرض) أظهرت أنه على الرغم من أن طلاب التغذية والعلوم الصحية يميلون إلى اتباع سلوكيات غذائية أكثر صرامة إلا أن هذه لم تؤد إلى هوس. خلصت هاتان الدراستان المذكورتان إلى أن فهم الطعام بشكل أكبر لدى المرء ليس بالضرورة أن يكون عاملًا للإصابة بالأورثوركسيا، مما يشير إلى أن إختصاصيي التغذية ليسوا أكثر عرضه للإصابة. ومع ذلك، فقد تم انتقاد هذه الدراسات على أنها تستخدم أداة مسح معيبة (ORTO-15) إذ أنها تضخم معدلات الانتشار. لذلك شكك العلماء في موثوقية وصلاحية ORTO-15.
معظم الدراسات تتفق أن الشباب والمراهقين هم الأكثر عرضة للإصابة حيث أظهرت دراسات ان ليس هناك علاقة بين التخصص والمرض مما يشير ان انتشار مشكلات الصحية العقلية واضطرابات الأكل في الحرم الجامعي ليس سببها التخصص، وأن تخصصات الصحة والعلوم ليست المؤثر الوحيد. هناك المزيد من الدراسات ربطت بين زيادة استخدام الإنستغرام والإصابة بهوس الطعام الصحي حيث نمت شعبية المجتمع الصحي واخذ المعلومات الصحية من وسائل التواصل الاجتماعي مؤخرًا خاصة على منصات مثل الإنستغرام نظرًا لأن الشباب والمراهقين يشكلون غالبية مستخدمي وسائل التواصل الاجتماعي، فإن التعرض لهذا النوع من المحتوى يمكن أن يؤدي إلى تطوير سلوك غير صحي.

## التاريخ
في مقال نشر عام 1997 في مجلة يوغا، صاغ الطبيب الأمريكي ستيفن براتمان مصطلح الأورثوركسيا من اللغة اليونانية حيث (ارثو) تعني صحيح" و (وركسيا) تعني "الشهية"، حرفياً تعني "الشهية الصحيحة"، لكنها تعني عمليًا "النظام الغذائي الصحيح". في عام 2004، نشر فريق من الباحثين الإيطاليين من جامعة لا سابينزا في روما أول دراسة تجريبية في محاولة لتطوير أداة لقياس انتشار الاثوركسيا، والمعروفة باسم اورتو-.15
في عام 2015، ورداً على المقالات الإخبارية التي يتم فيها تطبيق مصطلح الأورثوركسيا على من يتبع نظام غذائي معين، حدد براتمان ما يلي: إن أتباع النظام الغذائي ليس لديهم بالضرورة الارثوروكسيا. وينطبق مصطلح «الأورثوركسيا» فقط عندما يتطور إلى اضطراب واتباع نظام غذائي صحي بشكل مبالغ فيه مما بسبب الخوف والرهبة من تناول بعض أنواع الأكل. وكتبت الدكتورة كارين كراتينا للجمعية الوطنية لاضطرابات الأكل تلخص هذه العملية على النحو التالي: «في نهاية المطاف، تصبح خيارات الطعام مقيدة للغاية، من حيث التنوع والسعرات الحرارية، بحيث تتأثر الصحة، وهو تطور مثير للسخرية بحيث يصبح الشخص مكرسًا تمامًا للأكل الصحي».
على الرغم من أن الأورثوركسيا غير معترف بها كاضطراب عقلي من قبل الجمعية الأمريكية للطب النفسي، ولم يتم إدراجها في الدليل التشخيصي الطبي والإحصائي للاضطرابات العقلية إلا أنه في كانون الثاني/يناير 2016، نشرت أربعة تقارير وأكثر من 40 مقالة حول هذا الموضوع في مجموعة متنوعة من المجلات المحكمة دوليًا. ووفقًا لدراسة نُشرت في عام 2011، شعر ثلثا عينة مكونة من 111 مختصًا في اضطرابات الأكل من المتحدثين باللغة الهولندية أنهم لاحظوا المتلازمة في ممارساتهم السريرية.
جذب مفهوم الأورثوركسيا أو هوس الطعام الصحي كاضطراب أكل حديث التطور انتباه وسائل الإعلام في القرن الحادي والعشرين.[بحاجة لمصدر]